# Nieuws.nl
Nieuws.nl is een Nederlandse nieuwswebsite waarop landelijk nieuws gepubliceerd wordt. Daarnaast worden er meer dan 400 lokale (gemeente) sites geexploiteerd met nieuws uit de gemeente en de regio. De landelijke site werd opgezet in 2002 en bevat onder andere binnenlands, buitenlands en economisch nieuws en nieuws op het gebied van muziek, films, auto's en sport, grotendeels afkomstig van persbureau ANP.
Nieuws.nl is (volgens de SIDN) eigendom van de Nort Groep B.V. uit Amsterdam.